# TRISTAN
TRISTAN (Transposable Ring Intersecting STorage Accelerator in Nippon) — электрон-позитронный коллайдер, работавший в Японии в лаборатории KEK в 1986-1995 годах.

## История
После открытия в 1974 году c-кварка (J/ψ-мезон) и b-кварка (ϒ-мезон) в 1977 году, оставался неоткрытым последний, t-кварк, предсказанный теорией Кабаяши-Маскава. Для его поиска ещё в 1973 году был предложен проект электрон-позитронного коллайдера на рекордную энергию до 30 ГэВ в пучке. Проект предполагалось реализовать в лаборатории KEK, где уже действовал 12 ГэВ протонный синхротрон KEK-PS, поэтому в первом предложенном варианте новый коллайдер должен был стать многофункциональным, состоящим из двух сверхпроводящих протонных колец, для которых инжектором был бы KEK-PS, и электрон-позитронного, с возможностью сталкивать частицы в любых комбинациях: e+e−, e+p, e−p, pp, pp. Изначальное название коллайдера: Tri-Ring Intersecting STorage Accelerators in Nippon.. В дальшейшем, из-за сложности и дороговизны проекта, он был разбит на несколько фаз, и был реализован лишь электро-позитронный коллайдер. Протонная программа продолжала развиваться, и в конечном итоге наработки были использованы на прощадке J-PARC.
Строительство ускорительного комплекса началось в 1981 году и было завершено в 1986. Стоимость проекта составила ¥87 млрд. TRISTAN стал ненадолго коллайдером с самой высокой энергий, превзойдя PETRA, но вскоре уступил линейному коллайдеру SLC и кольцевому LEP. 22 октября 1986 года в кольцо коллайдера был захвачен первый пучок, 15 ноября первые столкновения на энергии 24 ГэВ. В 1986 году получена светимость на уровне 2×1030см−2с−1. В 1988 году светимость достигла проектного диапазона 1.4×1031см−2с−1, в дальнейшем ещё значительно возросла до 4.5×1031см−2с−1.
В 1993 году японское правительство приняло проект B-фабрики, асимметричного коллайдера KEKB с размещением в тоннеле TRISTAN, и максимальным использованием его инфраструктуры. В 1995 года коллайдер TRISTAN был остановлен.

## Конструкция
Ускорительный комплекс состоял из 2.5 ГэВ линейного ускорителя электронов, из которого пучок попадал в бустерный синхротрон Accumulator Ring (AR), ускорялся до энергии 8 ГэВ, и перепускался в накопительное кольцо коллайдера Main Ring (MR). Позитроны генерировались ускорением и сбросом на танталовую мишень первичного электронного пучка из отдельного 200 МэВ линака, после чего образовавшиеся рождением пар из тормозных фотонов позитроны фокусировались и ускорялись до 250 МэВ, а дальнейшее ускорение происходило в основном 2.5 ГэВ линаке, как и для электронного пучка. После заполнения сгустками кольца MR, происходило ускорение до энергии эксперимента, до 32 ГэВ, и пучки сводились для столкновений.
Линак обеспечивал, помимо коллайдера, работу источника синхротронного излучения Photon Factory (PF). Бустер AR проектировался с возможностью работы как самостоятельного коллайдера на низкую энергию, а после завершения работы TRISTAN, кольцо AR в 1996 году было преобразовано в 6.5 ГэВ источник СИ PF-AR.

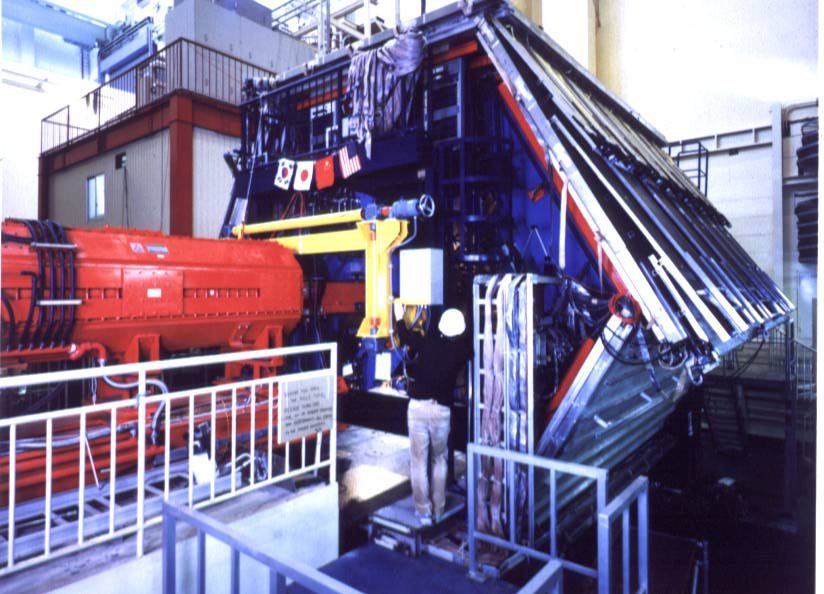
Детектор AMY.

## Детекторы
На коллайдере работали 4 детектора: AMY, TOPAZ, VENUS, SHIP.

## Результаты
Быстро стало понятно, что масса t-кварка значительно выше максимальной энергии TRISTAN, он был открыт, с массой  173 ГэВ, в экспериментах на протон-антипротонном коллайдере Тэватрон в 1995 году. В итоге работа TRISTAN не была отмечена яркими открытиями в физике элементарных частиц. Основные достижения связаны с физикой и техникой ускорителей и детекторов, и послужили фундаментом для следующего, более продуктивного для физики частиц коллайдера KEKB. Так, на детекторе TOPAZ были отработаны все системы для детектора Belle. Для коллайдера были разработаны и установлены сверхпроводящие ВЧ-системы с общим ускоряющим напряжением 500 МВ, причём технологии формования, обработки резонаторов из цельного ниобия в дальнейшем стали общепринятыми. Алюминиевые высоковакуумные (для вакуума до 10−8 Па, без пучка) камеры сложного профиля, изготовленные методом экструзии, способные принимать высокую мощность синхротронного излучения (до 3 кВт/м), также получили широкое распространение в накопителях. Для финального фокуса в место встречи были созданы сверхпроводящие квадруполи с градиентом 70 Т/м.

## См.также
- KEKB